# 安倍瑞屯
安倍 瑞屯（あべ ずいじゅん）は、江戸時代前期から中期にかけての医師。安倍順貞の跡を継ぎ、幕府医官・安部長徳院家（600石）2代となる。僧位は法眼。

## 生涯
権大納言・芝山宣豊の子。旗本・医師安倍順貞の養子。
延宝4年（1676年）に順貞が没したため、その遺跡を継ぎ、侍医となる。延宝8年（1680年）11月25日、将軍継嗣となった徳川綱吉の長男・徳川徳松に附けられ、西の丸に勤務。天和3年（1683年）7月5日、徳松が死去したために本丸勤務に戻る。同年12月25日、法眼に叙位。
元禄元年（1688年）5月28日、病のために勤仕を怠っているとして奥勤めを免じられ、6月23日に小普請入り。出仕をはばかることが命じられ、元禄4年（1691年）4月24日に赦されている。
元禄14年（1701年）12月12日に致仕。宝永5年（1708年）6月25日死去。

## 系譜
以下は『寛政重修諸家譜』による。『寛政重修諸家譜』では姓は「阿倍」表記である。
- 父：阿倍順貞
- 母：不詳
- 妻：望月元珍（甫庵）の娘
- 生母不明の子女
  - 女子 - 安倍瑞運の妻
  - 男子：阿倍正直 - 瑞運の養子となる
  - 女子 - 大岡光義の妻
  - 女子 - 設楽貞政の妻
  - 女子 - 今村長詳の妻
  - 女子 - 坂井政直の妻
- 養子
  - 男子：阿倍瑞運 - 瑞屯の娘を娶り嗣子となる。